# Литвинчук, Василий Андриянович
Василий Андриянович Литвинчук (род. 1 июля 1930 , Галик, Кобринский повет, Польша) умер 27 октября 2020— советский и белорусский писатель, прозаик, юный партизан Великой Отечественной войны.
Член Союза писателей Беларуси (с 2006 года).

## Биография
Родился 1 июля 1930 года в деревне Галик, ныне Дрогичинского района Брестской области. В 1939 году завершил обучение во втором классе польской школы, а в 1941 году обучался в третьем классе советской школы. Отец, Андриян Андриянович, с осени 1941 года являлся одним из организаторов партизанских отрядов, погиб в бою в 1944 году, мать также прибывала в партизанском отряде, погибла в 1943 году. Летом 1942 года немцы окружив деревню, устроили пытки для местных жителей. По счастливой случайности, Василий уцелел. Деревня была полностью сожжена. Многих односельчан арестовали и угнали в Антополь. 17 человек были расстреляны.
С 1943 года он являлся членом партизанского отряда, в том где находились и сражались отец, мать, две сестры, брат его отца Петр Андрианович и трое их племянников. В тринадцать лет он наравне со взрослыми выполнял порой самые сложные боевые задачи. В 1944 году Красная Армия освободила территорию Брестской области, война для юного героя завершилась, Василий продолжил обучение в Дрогичинской школе № 1.
С сентября 1949 по 1950 годы трудился на литовской радиостанции, радиовещателем в Дрогичине. Был назначен на должность секретаря районной газеты "Антополь", позже стал работать редактором газеты в политическом отделе "Антопал МТС". С 1954 по 1959 годы он исполнял обязанности заместителя редактора газеты "Драгичинский район", а с 1960 назначен редактором этой газеты.
В 1960 году завершил обучение на факультете журналистики Белорусского государственного университета имени Ленина. С 1962 года стал возглавлять Лунинецкую межрайонную газету. В 1970 году был назначен на должность второго секретаря Лунинецкого райкома Коммунистической партии Белорусской ССР, с 1974 года работал в должности председателя Лунинецкого райисполкома. В 1983 году переведён на должность председателя Брестского облисполкома по издательскому делу, полиграфии и книготорговле. С 1991 года находился на пенсии.
Активно сочинял прозу на русском и белорусском языках. С 2006 года являлся членом Союза писателей Беларуси. Проживал в городе Бресте. 

## Литературное творчество
Является автором книг:
- «Там, за Днепром-Бугом»: документальный фильм о мужестве и героизме партизанского отряда Пинского и Брестского отрядов в годы Великой Отечественной войны (Брест, 1992).
- «О времени, о людях, о себе» (Брест, 2009).
- «Лунинец» (в соавторстве с Николаем Калинковичем): историко-экономический. очерк из серии "Города Беларуси" (Минск, 1981).
- «Когда на Западе было прохладно»: некоторые штрихи довоенной реконструкции Днепровско-Бугского канала 1939–1940 годов, пишет газета «КРАСНАЯ ЗВЕЗДА».

## Награды и звания
- Орден Отечественной войны II степени
- Орден Знак Почёта
- Медаль «За боевые заслуги»
- другими медалями